# Jan Treter
Jan Treter (ur. 6 maja 1889 we Lwowie, zm. 9 kwietnia 1966 we Wrocławiu) – ekonomista, nauczyciel akademicki, działacz ruchu oświatowego, pionier Wrocławia, profesor Wyższej Szkoły Ekonomicznej w tym mieście, jeden z członków pierwszego zarządu Towarzystwa Miłośników Wrocławia.
Jeszcze przed I wojną światową, w latach 1909-1912, pracował jako praktykant bankowy w Galicyjskiej Kasie Oszczędności, równocześnie w firmie rodzinnej (Pierwsza Krajowa Parowa Fabryka Czekolady i Cukrów Deserowych przy ul. Kopernika 19 we Lwowie, której właścicielem był jego ojciec, Henryk) pełnił obowiązki księgowego. W Tarnowie i w Bielsku-Białej od 1912 do 1915 był nauczycielem, później został deportowany przez wojska rosyjskie do Charkowa. Pracował tam jako główny księgowy w charkowskim Górniczo-Handlowym Towarzystwie Akcyjnym oraz w oddziale charkowskim Domu Handlowego Herman Meyer w Warszawie. Po powrocie w 1918 do Lwowa ukończył (w kwietniu 1919) Lwowską Akademię Handlową, jednocześnie pracując na stanowisku profesora (w latach 1918-1923) w Państwowej Akademii Handlowej; od 1923 do 1930 był natomiast profesorem w Akademii Handlu Zagranicznego.
Ważnym elementem w jego karierze w okresie międzywojennym była działalność w firmach wydawniczych. W 1921 współpracował z Eugeniuszem Romerem, zakładając Spółkę Kartograficzno-Wydawniczą "Atlas" i pełniąc w niej funkcję dyrektora administracyjno-handlowego aż do roku 1924, kiedy przeprowadził fuzję z "Książnicą Polską" i przekształcił obie spółki w Zjednoczone Zakłady Kartograficzne i Wydawnicze "Książnica-Atlas" Spółka Akcyjna Lwów-Warszawa. W spółce tej Jan Treter również, tak jak w poprzedniej, pełnił obowiązki dyrektora administracyjno-handlowego, natomiast Eugeniusz Romer był prezesem rady nadzorczej. Spółka do wybuchu II wojny światowej ugruntowała sobie wysoką pozycję na rynku poligraficznym, specjalizując się w produkcji map, atlasów i podręczników.
Po wojnie uratowaną spuściznę "Książnicy Atlas" podzielono pomiędzy  Państwowe Zakłady Wydawnictw Szkolnych (PZWS, obecnie Wydawnictwa Szkolne i Pedagogiczne SA) w Warszawie a Państwowe Przedsiębiorstwo Wydawnictw Kartograficznych (PPWK, obecnie Polskie Przedsiębiorstwo Wydawnictw Kartograficznych im. Eugeniusza Romera SA) w Warszawie, przy czym PPWK otworzyło swój oddział produkcyjny we Wrocławiu. Jan Treter czynnie uczestniczył w tym przedsięwzięciu, najpierw (do roku 1946) pracując w Krakowie, a od sierpnia tego roku we Wrocławiu, gdzie trafiła znaczna część lwowskiej kadry kartografów z "Książnicy Atlas". W firmie tej pracował do jej upaństwowienia, do którego doszło w 1950. Równocześnie (od 1945 do 1947), stale dojeżdżając, wykładał w Państwowym Instytucie Administracji Przemysłowej w Gliwicach. W 1947 współorganizował utworzenie Wyższej Szkoły Handlowej we Wrocławiu (późniejsza Wyższa Szkoła Ekonomiczna, obecnie Uniwersytet Ekonomiczny we Wrocławiu); pracował tu do emerytury, na którą przeszedł 1 października 1961.